# Eugène Cardine
Eugène-Alexandre Cardine (né le 11 avril 1905 à Courseulles-sur-Mer et décédé le 24 janvier 1988 à Solesmes) est un moine bénédictin, musicologue et enseignant du chant grégorien, notamment fondateur d'une nouvelle science sémiologie grégorienne qui renouvela entièrement la connaissance au regard du chant grégorien.

## Biographie

### Enfance et formation
Eugène-Alexandre Cardine naquit le 11 avril 1905 à Courseulles-sur-Mer en Normandie,.
Son père Henri Cardine était pharmacien dans cette ville. Le 7 juin 1898, Marie-Louise Benoist (1872 - † 1939) avait épousé cet homme très chrétien, car elle souhaitait donner des prêtres à Dieu, avec cette union. Parmi ses 12 sœurs et frères, Henriette et Berthe, aînées, avaient choisi la vie monastique. À vrai dire, leur mère Rosine Benoist était gravement tombée malade en 1885, mais miraculeusement guérie. Enfin tous les trois enfants du couple Cardine deviendraient tout à fait prêtres.

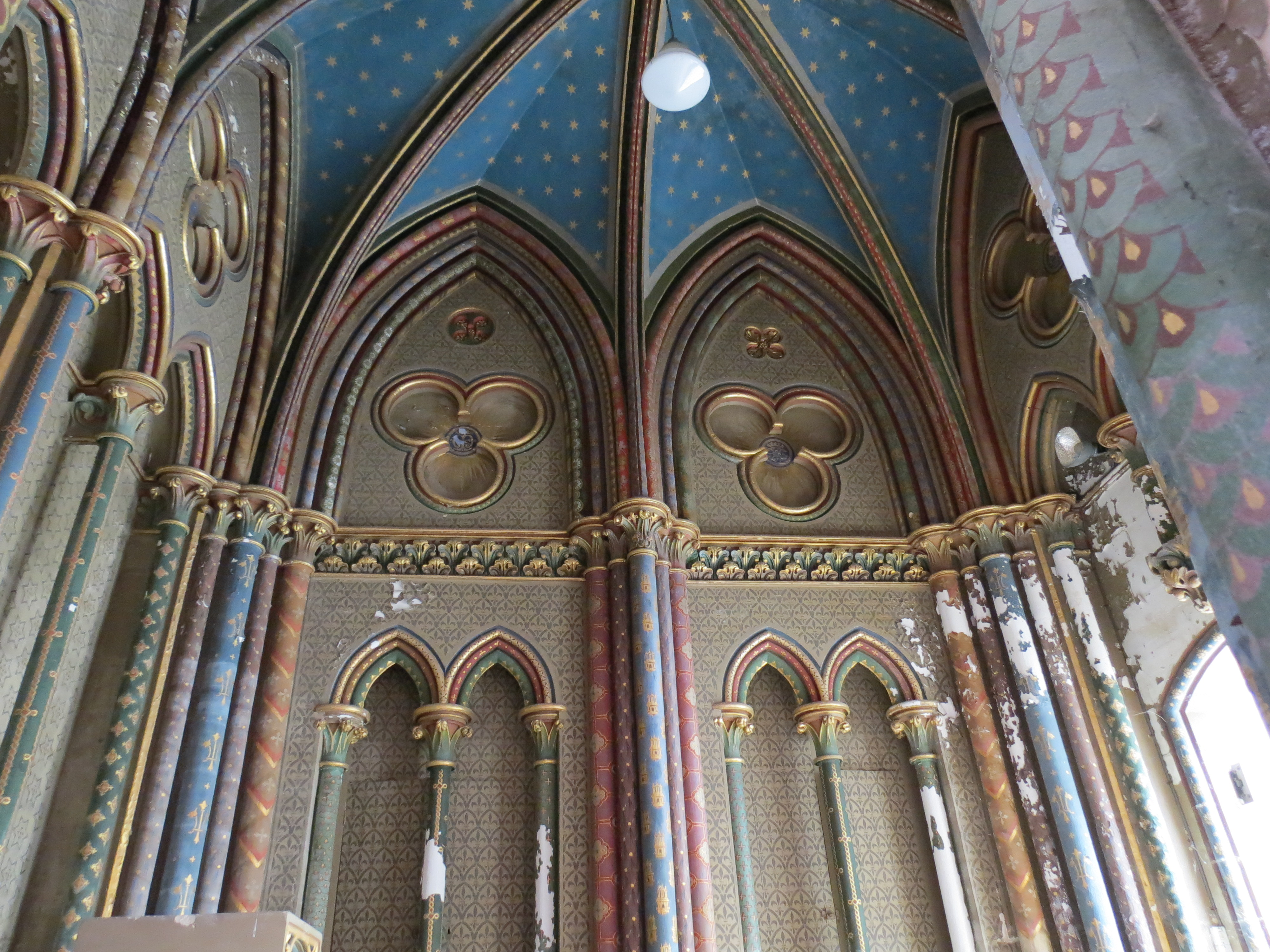
Séminaire de Bayeux où le jeune Eugène Cardine était maître de chœur.

En jouant du piano, sa mère originaire de l'Île-de-France fit commencer l'éducation musicale du petit Eugène très tôt. Le musicologue grégorien raconterait plus tard qu'en tant qu'enfant de chœur, il était capable de chanter tout seul le Gloria du Magnificat, à l'âge de 5 ou 6 ans,.
Il reçut essentiellement sa formation à Caen. D'abord, dès 1915, il s'agissait du collège Sainte-Marie de Caen. Mais sa santé était parfois fragile. Surtout, il fut atteint au printemps 1918 d'une affection pulmonaire en raison de laquelle une prudence particulière était toujours nécessaire durant sa vie. Puis il choisit en 1922 le petit séminaire de Caen. En 1923, Henri Cardine, 57 ans, décéda brutalement à cause d'une fièvre typhoïde.
Après avoir obtenu son baccalauréat, Eugène sélectionna le grand séminaire de Bayeux, en rejoignant son frère aîné Louis, né en 1902. Eugène Cardine adorait si profondément le chant liturgique que les supérieurs lui confièrent la fonction de maître de chœur. Lorsqu'il décida au printemps 1928 de devenir Bénédictin, son diocèse n'était pas mécontent. Au contraire, l'évêque de Bayeux et Lisieux Emmanuel Suhard déclara : « Puisqu'il aime tant le grégorien, qu'il aille là-bas ! ».

### Abbaye Saint-Pierre de Solesmes

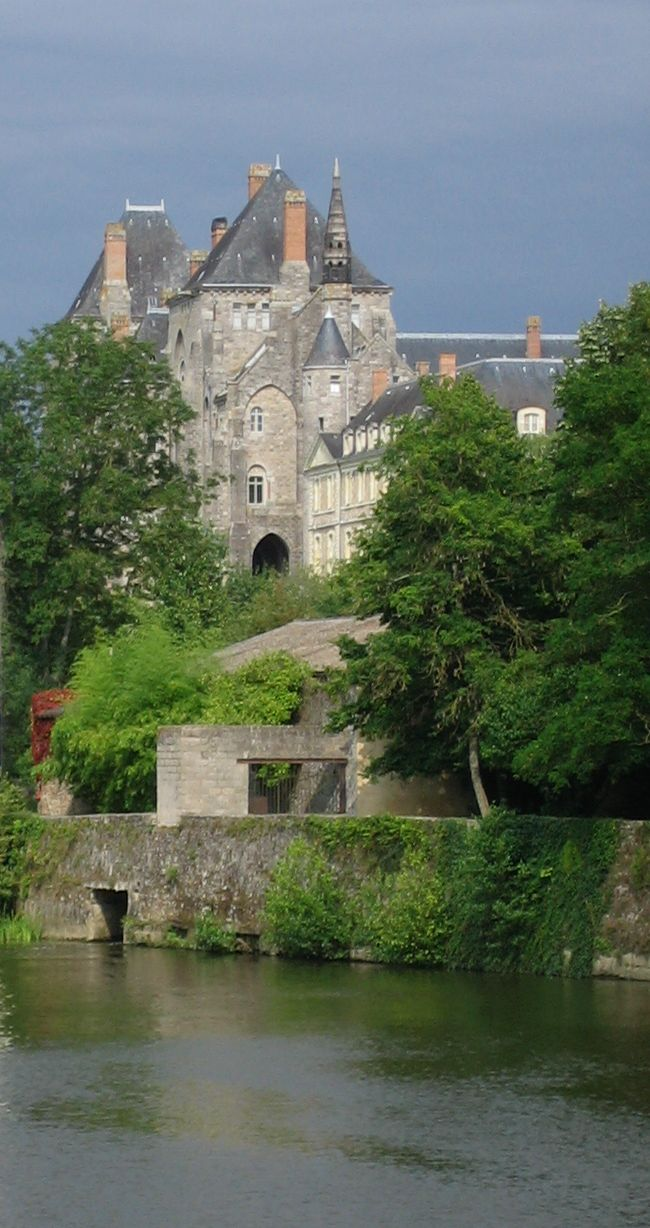
Abbaye Saint-Pierre de Solesmes.

En 1928, le jeune Eugène arriva donc à l'abbaye Saint-Pierre de Solesmes. Puis, celui-ci émit ses premiers vœux le 29 juin 1930. Ses vœux solennels furent achevés en 1933.
Le 2 septembre 1934, Dom Eugène Cardine reçut l'ordination sacerdotale, par l'évêque du Mans Georges Grente.
Devenu prêtre, il fut chargé à l'atelier de la Paléographie musicale. Le fondateur Dom André Mocquereau était décédé en 1930 ainsi que son adjoint Dom de Saint-Beuve en 1933. De sorte que Dom Cardine succéda à ce dernier, en prenant les tâches pour l'adaptation et la vérification des propres des diocèses et des congrégations religieuses. Il s'agissait tout d'abord de la restitution des offices propres du diocèse de Bayeux. Ces premières années auprès de l'atelier étaient, pour lui, définitives. Les travaux scientifiques, mais toujours liés à la pratique pieuse des offices quotidiens, lui permirent d'obtenir une excellente qualité, non seulement en tant que chercheur mais aussi qu'enseignant. Ainsi, comme ses prédécesseurs mais avec beaucoup de soin, il transcrivit des neumes sangalliens au-dessus des portées de son graduel personnel, un exemplaire de l'Édition Vaticane. Aussi consultait-il toujours les neumes anciens, en faveur de meilleure liturgique, lors des célébrations quotidiennes.
Il fut nommé premier chantre de l'abbaye en 1940 ou 1944. Mais, la Deuxième Guerre mondiale empêcha considérablement les études de Dom Cardine, quand bien même il n'aurait pas pu s'en aller de l'abbaye, en raison de sa santé fragile. En effet, il fallut que le musicologue remplace des moines prisonniers et donc absents, pour des services intérieurs.
En 1946, un musicologue suisse, Luigi Agustoni ayant attendu la fin de la guerre, visita l'abbaye de Solesmes. Il y rencontra surtout Dom Cardine, en devenant un des collaborateurs les plus importants. De surcroît, ce Suisse se consacrait désormais aux études grégoriennes, à Rome, à Milan.
Faute de personnels suffisants à Solesmes, d'anciens membres, y compris Dom Cardine, étaient encore privés de l'atelier de la Paléographie. D'où, afin de rétablir la publication de la Revue grégorienne d'après la volonté de l'abbé, Dom Joseph Gajard, directeur de l'atelier, dut demander une collaboration avec l'Institut grégorien de Paris en 1946. L'abbé Dom Germain Cozien, responsable de toute la congrégation de Solesmes, devait encore effectuer ses décisions importantes et difficiles en faveur d'autres abbayes.

### Projet d'une édition critique du graduel, soit renaissance de l'atelier de Solesmes
Toutefois, une visite de Mgr Higinio Anglés, nouveau directeur de l'Institut pontifical de musique sacrée depuis 1947, bouleversa la situation. Au printemps de 1948, ce musicologue espagnol vint à Solesmes, avec son projet, un nouveau graduel romain du Saint-Siège en édition critique. Si l'abbé Cozien avait refusé ce programme, les photos et manuscrits auraient été transférés à Rome et l'atelier aurait disparu. Donc, il n'existait pas de choix pour le monastère.
L'équipe aussitôt formée comptait cinq moines, à l'exception de Dom Gajard, direction officielle : Dom Cardine en qualité de directeur technique, Dom Jacques Froger, Dom Jacques Hourlier, Dom Pierre Combe et Dom Michel Huglo. « Dès le premier jour, l'équipe se mit au travail avec enthousiasme, chacun suivant sa spécialité. ». Avec les conseils de Dom René-Jean Hesbert de Saint-Wandrille, les quatre opérations successives furent effectuées, sous Dom Cardine.
Il est certain que le projet de Mgr Anglès rétablit effectivement l'atelier de Solesmes. De plus, il s'agissait d'une renaissance. Dans la deuxième moitié de ce siècle-là, pour la première fois, son équipe réussirait à restaurer scientifiquement la propre nature du chant grégorien, perdue depuis si longtemps.
Du 15 au 30 mai 1950, l'institut pontifical organisa sous la direction de Mgr Anglès un grand événement à Rome, Congrès international de la musique sacrée. Il s'agissait d'un congrès si important auquel assistèrent de nombreux musicologues distingués, tels Dom Hesbert, Dom Cardine. Mais ce dernier était également chargé de communiquer officiellement le projet du graduel en édition critique. Puis, seuls trois volumes furent publiés entre 1957 et 1962, jusqu'à ce que le concile Vatican II n'interrompe brutalement le projet,.

### Institut pontifical de musique sacrée
Le 19 décembre 1951, l'Institut pontifical de musique sacrée à Rome subit le décès inattendu de Dom Pierre Thomas, enseignant du chant grégorien. Ce musicologue n'y était arrivé qu'en 1948. Il fallait qu'un nouveau professeur soit nommé, sans interrompre le cours. Et le choix du directeur Mgr Higinio Anglés était la nomination de Dom Eugène Cardine.
En janvier 1952, ce dernier commença à demeurer à Rome.
Il était normal  que le nouveau professeur de Solesmes ait été demandé par ses élèves d'expliquer la théorie célèbre et solesmienne de la rythmique grégorienne. Aussitôt il avait inauguré son cours, quelqu'un commença à jouer du piano dans la salle voisine. Cette situation gêna considérablement le commencement du cours rythmique. Comme ses étudiants s'intéressaient aussi du graduel personnel du professeur, accompagné des neumes sangalliens, l'analyse de celui-ci fut sans difficulté acceptée. En conséquence, le cours du chant grégorien y était dorénavant consacré aux neumes. Il n'hésita pas à accueillir ses élèves en faveur des explications supplémentaires, même lors des temps libres, chaque après-midi. Non seulement le cours ne commit jamais des erreurs de la rythmique grégorienne mais également Dom Cardine conservait une cohérence entre ses études et enseignements.

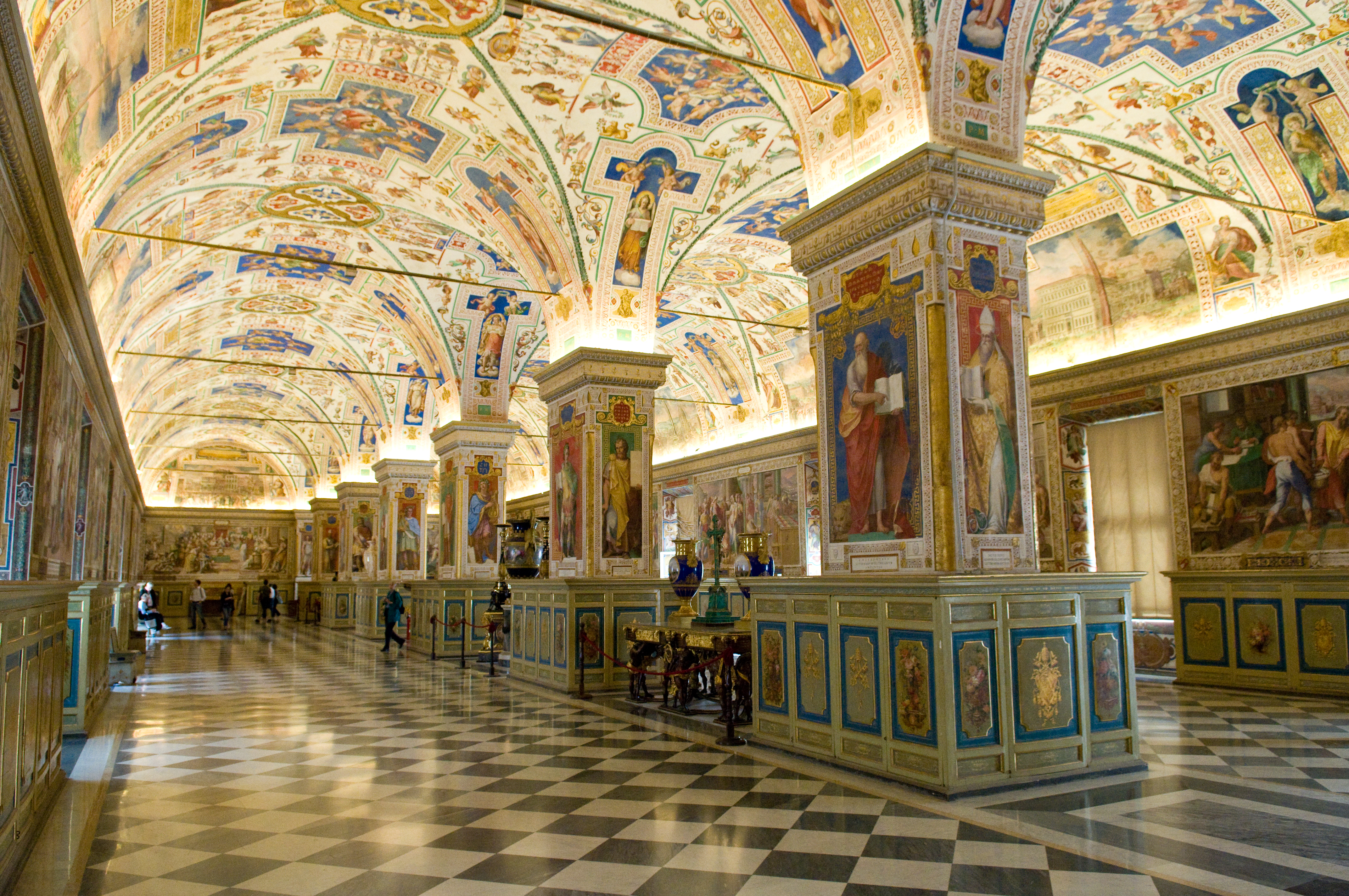
En demeurant à Rome, Dom Cardine profitait désormais de la bibliothèque du Vatican.

Au regard des études, à la suite du déplacement vers Rome, les archives, notamment la Bibliothèque Angelica et celle du Vatican, étaient précieusement disponibles. En outre, cette nomination donna naissance à un nombre considérable de pôles d'études grégoriennes, d'abord à la ville éternelle, enfin dans toute l'Europe.
Si Dom Gajard restait encore directeur officiel et que la rédaction de nouveau graduel se continuât sans interruption par ses collègues, l'atelier avait besoin de la qualité de ce musicologue, en tant que directeur réel. D'où, l'abbé Dom Germain Cozien avait accepté la nomination, à condition que Dom Cardine puisse retourner au monastère, trois fois par an, lors des vacances universitaires et que le Vatican assure les frais de voyage. Le professer bénéficiait donc, pour ses enseignements à Rome, de précieux matériaux préparés par Dom Hourlier et Dom Huglo. Par conséquent, le cours du professeur Cardine était directement lié à l'atelier de la Paléographie. À savoir, les étudiants de l'institut pouvaient connaître les derniers découverts de Solesmes, plus tôt que les participants des congrès et les lecteurs des revues.
Il existait une autre raison pour laquelle l'institut devint pôle dynamique des études grégoriennes. Le professeur Cardine était tellement capable de charger, et en particulier, proprement, les tâches aux étudiants que de nombreuses thèses distinguées y furent achevées. Ainsi, faute de temps, la connaissance de Dom Cardine sur le manuscrit Laon 239 était limitée, s'il admettait bien la valeur de ce graduel en raison d'une publication de la Paléographie musicale auparavant (tome X, 1909). Donc, cela étaient ses étudiants qui furent chargés d'avancer ses recherches.
Grâce à ces études des élèves, la valeur du Laon 239 devint enfin indiscutable, à la différence d'autres manuscrits dans la région. En outre, il est plus important que ce système de neumes, entièrement différent de celui de la famille sangallienne, indique toutefois les mêmes mélodies grégoriennes très raffinées. C'est-à-dire, il est évident qu'avec une immense uniformité, ceux que les exécutants carolingiens chantaient étaient identiques, quels que soient les lieux de la célébration. Dorénavant, la comparaison de ce manuscrit avec la tradition sangallienne donne une immense précision en faveur des études, de l'interprétation.      

### Sémiologie grégorienne
Certes, l'abbaye de Solesmes établit une manière scientifique de la restauration du chant grégorien, dès Dom Paul Jausions († 1870) et Dom Joseph Pothier († 1923), en consultant les manuscrits les plus anciens. De plus, Dom André Mocquereau († 1930) aussi adoptait cette façon scientifique. Toutefois, ce successeur, ancien violoncelliste, était trop musicien pour que la restauration solesmienne rétablisse la nature propre du chant grégorien. En faveur de l'interprétation, il développa considérablement une méthode rythmique grégorienne sous influence de la théorie de la musique classique. Ainsi, cette manière se caractérisait de son premier son renforcé, Ictus d'après Dom Mocquereau, tout comme la musique contemporaine.
Pourtant, Dom Cardine, également chargé auprès de l'atelier de la Paléographie musicale, s'apercevait de plus en plus que les neumes plus anciens et sans ligne cachent énormes renseignements pour la finesse de l'interprétation, en tant qu'« enregistrement écrit ». Désormais, ce musicologue et ses collègues concentraient sur les études de neumes. Il ne s'agissait néanmoins pas de théorie développée. Plus tard, Dom Cardine précisait : « Il n'y a pas de méthode Cardine : il y a simplement ce que disent les manuscrits ». Mais, grâce à lui, il devint évident que le chant grégorien était le premier sommet de la musique occidentale. Et pour la première fois, le chant grégorien rétablit sa propre nature.
Cette nouvelle science, définie par Dom Jacques Hourlier en tant que science intermédiaire entre la paléographie et l'esthetique, avait besoin de sa propre dénomination. Au début des années 1950, Dom Cardine n'était pas content de son terme diplomatique grégorienne,. En effet, ce mot ne représentait pas effectivement la caractéristique scientifique de leur découverte. Finalement, inspirée par le terme sémiologie employé dans le domaine de la médecine, la dénomination sémiologie grégorienne fut adoptée en 1954, à la suite d'un conseil de Dom Guy-Dominique Sixdenier,,.

### Publication et collaboration
Si cette science réussit à rétablir proprement et scientifiquement, à Solesmes et à Rome, la nature perdue du chant grégorien original, il fallait des publications afin que l'on comprenne cette manière de restauration. D'une part, tout comme d'autres nouvelles sciences, la sémiologie grégorienne subit des oppositions. D'autre part, malgré ses méprises considérables, la pratique des signes rythmiques d'après la rythmique grégorienne était encore fréquente. Ainsi, les Éditions Desclée ne cessèrent jamais la publication du Liber usualis accompagné de ces signes, jusqu'au concile Vatican II, car il s'agissait d'un véritable best-seller.
En collaboration avec Godehart Joppisch et Rupert Ficher, ses disciples, le livre théorique Paleographia gregoriana, 1, Note raccolte dalle lezioni tenute da dom Eugène Cardine fut publié en 1967 par l'Institut pontifical de musique sacrée, à la base des cours du professeur,. Puis, sans publication de la deuxième partie, la version définitive Semiologia gregoriana fut sortie, également par l'institut l'année suivante. L'ouvrage comptait 185 pages.
De sorte que la sémiologie grégorienne soit effectivement acceptée, il fallait que ce livre théorique soit traduit. Concernant la version française, la Rév. Mère Marie-Élisabeth Mosseri acheva et présenta sa traduction en 1970 dans les Études grégoriennes tome XI (p. 1 - 158). Comme cette revue est réservée aux spécialistes et que son impression fut limitée, le livre Sémiologie grégorienne en tant qu'extrait fut enfin sorti chez Éditions de Solesmes en 1978. Avec une plus grande taille et en plusieurs langues, celui-ci est toujours disponible.
Pareillement, Dom Cardine avait fait publier le Graduel neumé en 1966. Étant donné que ni la notation moderne ni celle de gros carres en quatre lignes ne peut indiquer correctement la mélodie grégorienne, il faut consulter directement les neumes anciens. Il n'était pas cependant question de chanter avec les fac-similés de manuscrits. Une solution, c'était la publication du graduel personnel de ce moine, accompagné des neumes sangalliens, utilisé auparavant singulièrement en faveur de meilleure exécution lors des offices quotidiens. D'où, certes, il ne s'agissait pas d'édition critique. Toutefois, ce livre était certainement utile, jusqu'à ce que le Graduale triplex soit sorti.
Encore fallait-il la formation des exécutants de qualité, connaissant l'interprétation sémiologique ainsi qu'étant capables de diriger les chœurs. Heureusement qu'à partir de 1975, Dom Cardine bénéficiait d'un collaborateur. Il s'agissait du chanoine Jean Jeanneteau († 1992). Ce professeur de l'université catholique d'Angers et fondateur de l'école supérieure d'électronique de l'Ouest décida de se consacrer dorénavant au chant grégorien, à la suite de sa retraite à 67 ans. En novembre et décembre à Rome, Jeanneteau approfondit à nouveau sa connaissance de ce chant chez Eugène Cardine. Leur collaboration fut d'abord réalisée en 1977 comme programme d'une session grégorienne, auprès du Centre culturel de l'Ouest à l'abbaye de Fontevraud. À la place de son ami, mais en répartissant son idée, le chanoine Jeanneteau forma un grand nombre de maîtres de chapelle auprès des monastères et de chefs de chœurs en France,.
Dom Cardine soutenait, lui-même, de nombreux congrès et sessions, surtout dans les années 1970 et jusqu'en 1984. Notamment il fréquentait Crémone et Sénanque.
Auprès de l'abbaye Saint-Pierre aussi, Dom Cardine connaissait son successeur. Dom Jean Claire († 2006) évolua la sémiologie, avec ses découverts distingués, notamment celui des cordes-mères, ancienne modalité.

### Dernières années et succession
À l'âge de 70 ans, Dom Cardine exprimait qu'il restait encore trop de sujets à étudier dans le domaine de la sémiologie, pour un seul musicologue, et qu'il faut donc de nombreux chercheurs et une collaboration intime parmi eux, afin d'avancer ces études. D'ailleurs, des disciples aussi craignaient qu'une fois le professeur Cardine quitté la ville éternelle, ne soient interrompus les études et enseignements de la sémiologie grégorienne.
Dans ces optiques, le 27 février 1975, sept anciens élèves de Dom Cardine auprès de l'Institut pontifical de musique sacrée fondèrent l'Associazione Internazionale Studi di Canto Gregoriano (AISCGre). Comme l'enseignement y était effectué en italien, tous les cofondateurs étaient capables de maîtriser l'italien en tant que langue commune. C'est pourquoi la dénomination italienne avait été sélectionnée.
Sans délai, le Saint-Siège autorisa cette association en juin. Dans cette approbation, la création d'une école de sémiologie grégorienne au sein de l'Institut pontifical était mentionnée et le Vatican nomma Eugène Cardine professeur de l'école.

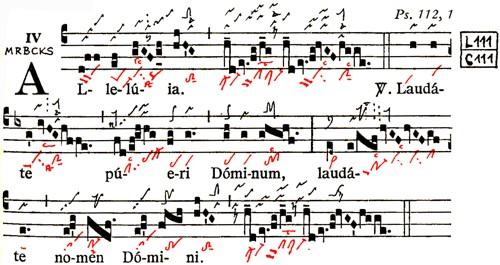
Graduale triplex (1979) en faveur de l'interprétation sémiologique.

En 1979, l'abbaye de Solesmes sortit le Graduale triplex. Il s'agissait d'une publication que Dom Cardine souhaitait, en faveur de promouvoir l'interprétation sémiologique. Ceux qui avaient préparé ses neumes anciens en manière de l'édition critique n'étaient autres que deux cofondateurs de l'AISCGre, Marie-Claire Billecocq et Rupert Fischer. La succession du musicologue solesmien se commença effectivement et aisément.
Plus tard, l'association internationale mais également italienne fut réorganisée en plusieurs divisions, d'après les langues employées par les membres qui étaient devenus assez nombreux. De sorte que celle-ci donna naissance à un certain nombre de pôles des études grégoriennes en Europe, dirigés d'abord par des disciples de Dom Cardine puis d'anciens étudiants de l'institut.
Par ailleurs, au regard de l'École de sémiologie grégorienne, le professeur Cardine était chargé d'y enseigner, quel que soit l'âge,. Toutefois, en raison de son âgé avancé et de sa santé affaiblie, Dom Cardine quitta définitivement Rome en 1984,. De fait, le musicologue fut frappé à Solesmes, le 26 octobre, d'une hémiplégie à cause de laquelle il devait renoncer dorénavant à ses enseignements. Il fallut qu'on l'hospitalise tout de suite au Mans,. Cependant, il pouvait y accueillir ses collègues. D'ailleurs, « fr. Eugène Cardine » avait rédigé à Solesmes, le 11 avril, ses principes spirituels et scientifiques, en les terminant avec ces mots : « Ceci est mon testament »,. L'écriture ne fut plus renouvelée.
Circonstance tragique, mais Dom Cardine retourna finalement à Solesmes. Deux semaines avant sa mort, le musicologue eut le plaisir de recevoir une thèse accomplie de l'un de ses disciples, au regard de la théorie du torculus au début de mélodie et ceux qu'il n'avait pas parachevés lui-même.
Dom Eugène Cardine y décéda le 24 janvier 1988 au matin. C'était un dimanche et au moment où le chœur de Solesmes chantait par coïncidence l'offertoire Dextera Domini exaltavit me (la main du Seigneur m'a fortifié, je ne mourrai pas mais je vivrai).
Il fut inhumé à l'abbaye de Solesmes.
Plus tard, l'un de ses collègues résumait sa vie, avant son décès en 2012 :

« Les travaux activement poursuivis à Solesmes sur les manuscrits du Graduel pendant plus de treize ans n'ont pas été vains, car ils ont monté que « la structure neumatique des mélodies grégoriennes pourra se restituer de manière certaine ou avec une probabilité suffisante dans tout ce qui lui est essentiel et même dans la plupart de ses détails ». Ce pronostic s'est révélé très juste dans la nouvelle édition du Graduale novum édité par les disciples de dom Cardine, sous la direction de dom Johannes Berchmans Göschl, qui présenta la nouvelle édition de ce livre aussitôt après la présente communication, le vendredi 27 mai 2011. Ce nouveau graduel, « plus critique que l'Édition vaticane », peut être considéré désormais comme un hommage posthume aux recherches de dom Cardine durant toute sa vie au service de l'Église. »

— Michel Huglo, Dom Eugène Cardine et l'édition critique du Graduel romain (posthume)

## Fonction au sein du Vatican
- Consulteur de la Congrégation des rites : à partir du 1er juin 1968[jmg 1], nomination par le pape Paul VI[cd 4]

Voir aussi ci-dessous :

## Enseignement
1. Institut pontifical de musique sacrée, Rome : 1952 - 1984
2. Athénée pontifical Saint-Anselme, Rome : 1955, 1968 - 1972[jmg 5]
3. Collegium Germanicum et Hungaricum, Rome[cd 4]
4. Association Sainte-Cécile, Rome : 1962 - 1971[jmg 5]
5. Université de Bologne : 1969 - 1970, 1972[jmg 5]

## Œuvres
- Graduel neumé, Abbaye Saint-Pierre, Solesmes 1966 (reproduction  (ISBN 978-2-85724-012-9) 600 p.)
- Paleographia gregoriana, 1, Note raccolte dalle lezioni tenute da dom Eugène Cardine, Institut pontifical de musique sacrée, Rome 1967, 49 p[jmg 4].
- Semiologia gregoriana, Institut pontifical de musique sacrée, Rome 1968, 185 p[jmg 4].
- Sémiologie grégorienne, Abbaye Saint-Pierre, Solesmes 1978  (ISBN 978-2-85274-020-4) 158 p.
traduction par la Rév. Mère Marie-Élisabeth Mosseri, initialement publié dans les Études grégoriennes tome XI, p. 1 - 158, 1970
- Vue d'ensemble sur le chant grégorien, Abbaye Saint-Pierre, Solesmes 2002  (ISBN 978-2-85274-236-9) 31 p.
initialement publié dans les Études grégoriennes, tome XVI, 1977
- Première année de chant grégorien, cours aux étudiants de l'Institut pontifical de musique sacrée de Rome, nouvelle édition, Abbaye Saint-Pierre, Solesmes 2004  (ISBN 978-2-85274-183-6) 86 p.
première édition en français, 1996

Pour ses nombreux articles, voir aussi la liste de Dom Jacques-Marie Guilmard [lire en ligne] ou

### Notice
- Ressource relative à la musique :   - Grove Music Online
- Notice dans un dictionnaire ou une encyclopédie généraliste :   - Treccani
- Notices d'autorité :   - VIAF
  - ISNI
  - BnF (données)
  - IdRef
  - LCCN
  - GND
  - Italie
  - Japon
  - CiNii
  - Belgique
  - Pays-Bas
  - Pologne
  - Israël
  - NUKAT
  - Vatican
  - Tchéquie
- Bibliothèque nationale de France : Eugène Cardine [lire en ligne]